# Nikolai de Treskow
Nikolai de Treskow (* 1965 in Frankfurt am Main, bürgerlich Nikolai Hanf-Dressler) ist ein deutscher Musiker und Performance-Künstler.

## Leben
Nikolai de Treskow wuchs in Frankfurt am Main und München auf. Er lernte 1988 in Straßburg Alte Musik und setzte dies bis 1992 in Arnheim fort. Er trat von 1993 bis 2008 entweder in der Rolle des Minnesängers mit Gesang und Harfe oder in Hypnoseshows, vornehmlich auf Varietéveranstaltungen und im Rahmen von Mittelalter-Shows sowie auf internationalen Festivals auf. Begleitet wurde er dabei seit 1999 durch Katharina Marquard.
In Fernsehsendungen des MDR behauptete de Treskow in den späten 1990er Jahren, auf Burg Ranis im Burgturm zu wohnen. Dies entsprach jedoch nicht der Wahrheit, er wohnte nie in dieser Burg. In der Folge erhielt das Burgmuseum Ranis bzw. die Gemeinde Ranis eine größere Anzahl Fanbriefe.
Angeblich eröffnete de Treskow im Jahre 1997 auf Burg Ziesar die „Erste Europäische Minneschule“, die dort jährlich ab Mitte Juni stattfinden soll.
Durch verschiedene Projekte und Fernsehauftritte wurde er einem breiteren Publikum bekannt. 1995 erlangte er durch das Beminnen von 760 Frauen einen Eintrag ins Guinness-Buch der Rekorde. Im Jahr 1996 spielte er in Rio Reisers Tourband Harfe.
Seit 2003 ist de Treskow Gesellschafter und therapeutischer Leiter des Hypnos-Instituts Berlin mit Praxen in Frankfurt am Main und Hamburg.
Die Deutsche Gesellschaft für Hypnose und Hypnotherapie (DGH) sieht Hanf-Dressler kritisch, ihre Mitglieder sind anders als Hanf-Dressler überwiegend Mediziner und Psychologen.
Er veröffentlichte die Bücher Die hohe Kunst der Verführung und Angstfrei durch Selbsthypnose.

## Namensherkunft seines Künstlernamens
Auf der bischöflichen Residenz Burg Ziesar soll ein „von Treskow“ im Mittelalter dem lebenslustigen Bischof Matthias von Jagow als Edelknabe gedient haben. Dies müsste zwischen 1526 und 1544 gewesen sein. Letztgenannter war Bischof von Brandenburg und reformierte dieses Land letztlich selbst.

## Veröffentlichungen
- In Taberna (Promo Maxisingle). EastWest Records, 1997, PM1587
- Die hohe Kunst der Verführung. Liebe und Lust nach den Spielregeln der mittelalterlichen Minne. Campus, Frankfurt am Main, 1997, ISBN 3-593-35808-5
- Rupert von Regenstein. Eine mittelalterliche Geschichte (zusammen mit Ulrich Faure und Uschi Heusel). Ritschel, Gladenbach, 1998, ISBN 3-931929-10-8
- Angstfrei durch Selbsthypnose – Die energetische Hypnotherapie erfolgreich selbst anwenden. Zusammen mit Katharina Hanf-Dressler. Allegria bei Ullstein, Berlin, 2014, ISBN 3-7934-2248-8